# ホセ・ビジャロンガ
ホセ・ビジャロンガ・ジョレンテ（José Villalonga Llorente, 1919年12月12日 - 1973年8月8日）は、スペイン出身のサッカー指導者。ペペ・ビジャロンガ（Pepe Villalonga）とも呼ばれる。
レアル・マドリード監督としてUEFAチャンピオンズカップ優勝2回、スペイン代表監督としてUEFA欧州選手権1964優勝などの成績を残した。

## 経歴

### レアル・マドリード
1954-1955シーズンの中頃にレアル・マドリードの監督に就任し、アルフレッド・ディ・ステファノ、フランシスコ・ヘント、ミゲル・ムニョス、エクトル・リアル、後にはレイモン・コパといった選手たちを擁するチームを率いた。最初のシーズンにラ・リーガとラテンカップの2冠を獲得し、翌1955-56シーズンにはUEFAチャンピオンズカップに優勝した最初の監督になった。同大会における36歳184日という最年少優勝監督の記録は現在もまだ破られていない。レアル・マドリードでの最後のシーズンとなった1956-57シーズンにはUEFAチャンピオンズカップ、ラ・リーガ、ラテンカップの3冠に導いた。

### アトレティコ・マドリード
1959年にはアトレティコ・マドリードの監督となった。決勝でいずれもレアル・マドリードを降して1960年と1961年のコパ・デル・ヘネラリシモを連覇した。1960-61シーズンのラ・リーガはレアル・マドリードに次ぐ準優勝、1961-62シーズンのUEFAカップウィナーズカップでは決勝でフィオレンティーナを再試合の末に3-0で降して優勝した。

### スペイン代表
1962年からはスペイン代表の監督に就任し、1964年に1964 欧州ネイションズカップに優勝した。ルイス・スアレス、フランシスコ・ヘント、ジョゼップ・フステ、ホセ・アンヘル・イリバルなどを擁したスペインは、ルーマニア、北アイルランド、アイルランドを破って予選を突破して自国開催の準決勝および決勝に進んだ。準決勝でハンガリーを2-1で降した。決勝戦は12万5000人の観衆が集まるサンティアゴ・ベルナベウで行われ、ソビエト連邦を2-1で破り優勝した。
1966 FIFAワールドカップでは予選を通過して本大会に出場したものの、1勝2敗（スイスに勝利、アルゼンチンと西ドイツに敗戦）に終わり、1次ラウンドで敗退した。西ドイツ戦での敗戦が、彼にとってスペイン代表監督として指揮を執った22試合の最後になった。

## 獲得タイトル
レアル・マドリード
- UEFAチャンピオンズカップ: 2回（1955-56、1956-57）
- スペインリーグ: 2回（1954-55、1956-57）
- ラテンカップ: 2回（1955、1957）

アトレティコ・マドリード
- スペインカップ: 2回（1960、1961）
- UEFAカップウィナーズカップ: 1回（1961-62）

スペイン代表
- UEFA欧州選手権: 1回（1964）